# 屈西勒沙泰勒
屈西勒沙泰勒（法語：Cussy-le-Châtel，法語發音：[kysi lə ʃatɛl]）是法国科多尔省的一个市镇，属于博讷区。

## 地理
屈西勒沙泰勒（47°9'54"N, 4°35'8"E）面积7.23 平方千米，位于法国勃艮第-弗朗什-孔泰大區科多尔省，该省份为法国中东部省份，北起奥布省，西接涅夫勒省和约讷省，南至索恩-卢瓦尔省，东南接汝拉省，东临上索恩省，东北部与上马恩省接壤。
与屈西勒沙泰勒接壤的市镇（或旧市镇、城区）包括：沙济伊、圣萨比娜、屈莱特尔、隆日库尔-莱屈莱特尔、潘布朗。

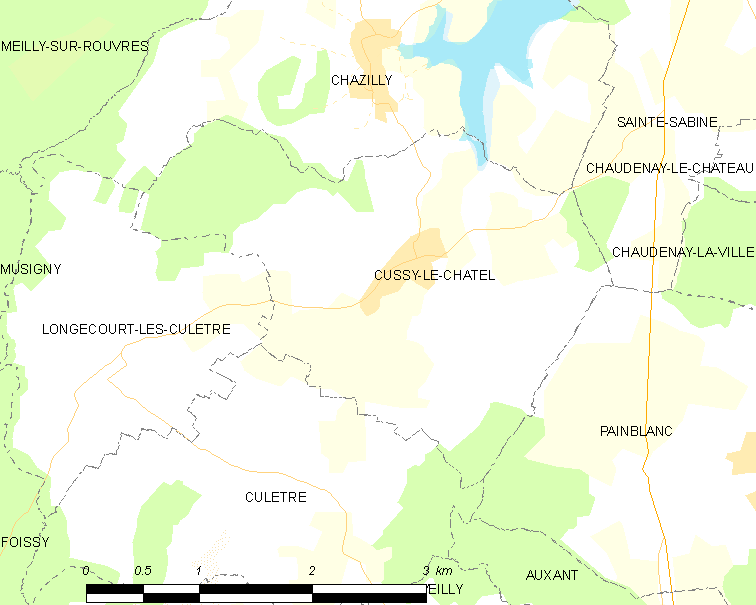
屈西勒沙泰勒的OSM定位图

屈西勒沙泰勒的时区为UTC+01:00、UTC+02:00（夏令时）。

## 行政
屈西勒沙泰勒的邮政编码为21230，INSEE市镇编码为21222。

## 政治
屈西勒沙泰勒所属的省级选区为阿尔奈勒迪克县。

## 人口

1962-2008年间屈西勒沙泰勒人口变化图示

屈西勒沙泰勒于2022年1月1日时的人口数量为120人。